# A3 Champions Cup
A3 Champions Cup (znany także jako East Asian Champions Cup) − to coroczne rozgrywki piłkarskie organizowane przez Federacje Piłkarską Azji Wschodniej (EAFF). Zaczęło się w 2003 roku, z udziałem Mistrzów Chin, Japonii i Korei Południowej. Państwo, które było gospodarzem mogło zgłosić dodatkowy zespół, tak aby w turnieju brały udział cztery drużyn. Najwięcej razy turniej wygrali przedstawiciele Korei Południowej (trzy razy).
Zaproponowano, aby w przyszłości do udziału w pucharze dołączyć mistrza Australii. Jednak problemy finansowe sponsora spowodowały, że organizacja turnieju w następnych latach zawisła na włosku. Dodatkowo, mistrz Japonii uznał, że nie weźmie udziału w edycji w 2008 roku, gdyż poprzedni uczestnik z tego kraju, Urawa Red Diamonds, nie dostał jeszcze pieniędzy za pojawienie się w 2007 roku. Turniej został odwołany 23 września 2008 r. ze względu na bankructwo sponsora.

## Tryumfatorzy
A3 Champions Cup rozgrywany był systemem ligowym, z tym że, uczestnicy rozgrywali między sobą tylko jeden mecz.
| Rok  | Gospodarz | I miejsce              | II miejsce              | III miejsce           | IV miejsce            |
| ---- | --------- | ---------------------- | ----------------------- | --------------------- | --------------------- |
| 2003 | Tokio     | Kashima Antlers*       | Dalian Shide            | Seongnam Ilhwa Chunma | Júbilo Iwata          |
| 2004 | Szanghaj  | Seongnam Ilhwa Chunma  | Yokohama F. Marinos     | Shanghai Shenhua      | Guizhou Renhe*        |
| 2005 | Seogwipo  | Suwon Bluewings        | Pohang Steelers*        | Yokohama F. Marinos   | Shenzhen Kingway      |
| 2006 | Tokio     | Ulsan Hyundai Horang-i | Gamba Osaka             | JEF United*           | Dalian Shide          |
| 2007 | Jinan     | Shanghai Shenhua*      | Shandong Luneng Taishan | Urawa Red Diamonds    | Seongnam Ilhwa Chunma |

- drużyna zaproszona przez gospodarza